# Nowe Sady (Basses-Carpates)
Pour les articles homonymes, voir Nowe Sady.
Nowe Sady est une localité polonaise de la gmina de Fredropol, située dans le powiat de Przemyśl en voïvodie des Basses-Carpates.